# Malcolmia hyrcanica
Malcolmia hyrcanica là một loài thực vật có hoa trong họ Cải. Loài này được Freyn & Sint. mô tả khoa học đầu tiên.